# Gludsted
Gludsted er en landsby i Midtjylland med 316 indbyggere  (2024). Gludsted er beliggende seks kilometer nord for Ejstrupholm og 17 kilometer syd for Ikast.
Byen ligger i Region Midtjylland og hører under Ikast-Brande Kommune. Gludsted er beliggende i Ejstrup Sogn – Gludsted Kirkedistrikt